# Louis Briot
Louis Briot, né le 15 février 1905 à Thury et mort le 5 juillet 1973 à Essoyes (Aube) est un homme politique français. Il adhère au groupe parlementaire Union pour la nouvelle République.

## Biographie
Il est exploitant agricole. 
Il est élu député de l'Aube de 1951 à 1955 et réélu en 1958. En 1955, il est délégué à la 19e session du Comité économique et social de l'ONU. Le 29 janvier 1959, il est délégué à l'Assemblée parlementaire européenne.